# A Song for Me
A Song for Me — третий студийный альбом британской рок-группы Family, записанный в лондонской студии Olympic в конце 1969 года и выпущенный звукозаписывающей компанией Reprise Records 23 января 1970 года. 7 февраля альбом поднялся до #4 в UK Albums Chart, ознаменовав наивысшее достижение группы в чартах.

## Об альбоме
Альбом записывался после ухода из группы Джима Кинга и Рика Греча, вместо которых пришли два новых участника: Джон Вейдер и Джон «Поли» Палмер. Последнее обстоятельство, по-видимому, предопределило изменения в звучании группы: в сравнении с двумя предыдущими работами альбом A Song for Me стал ближе к традиционному хард-року и проще, понятнее в текстах.

## Список композиций
Слова и музыка всех песен — Джон «Чарли» Уитни и Роджер Чепмен, если не указано иное.
| №  | Название                                         | Длительность |
| -- | ------------------------------------------------ | ------------ |
| 1. | «Drowned in Wine»                                | 4:08         |
| 2. | «Some Poor Soul»                                 | 2:44         |
| 3. | «Love is a Sleeper»                              | 4:00         |
| 4. | «Stop for the Traffic (Through the Heart of Me)» | 2:09         |
| 5. | «Wheels»                                         | 4:38         |

| №  | Название                                    | Автор(ы)                                                        | Длительность |
| -- | ------------------------------------------- | --------------------------------------------------------------- | ------------ |
| 1. | «Song for Sinking Lovers»                   |                                                                 | 4:04         |
| 2. | «Hey – Let It Rock»                         |                                                                 | 1:02         |
| 3. | «The Cat and the Rat»                       |                                                                 | 2:30         |
| 4. | «93’s O.K. J» (инструментальная композиция) | Джон «Чарли» Уитни, Джон Вейдер                                 | 3:57         |
| 5. | «A Song for Me»                             | Джон «Чарли» Уитни, Роджер Чепмен, Джон Вейдер, Роберт Таунсенд | 9:13         |

## Участники записи
Family:
- Роджер Чепмен — вокал, перкуссия
- Джон «Чарли» Уитни — гитары, банджо, орган
- Джон Вейдер — гитары, бас-гитара, скрипка, добро
- Джон «Поли» Палмер[англ.] — вибрафон, флейта, фортепиано
- Роберт Таунсенд — ударные, перкуссия, арфа

Дополнительно:
- Джордж Бруно — орган (песня 3)